# Плам Кули (Манитоба)
Плам Кули (енгл. Plum Coulee) је малена варош на крајњем југу канадске провинције Манитоба и део је географско-статистичке регије Пембина Вали. Варош се налази у близини државне границе са америчком савезном државом Северна Дакота, између града Винклера и варошице Алтона.
Насеље је 1901. добило службени статус села, а од 2000. има и статус варошице. Најважнија привредна делатност је пољопривреда.
Према резултатима пописа становништва из 2011. у варошици су живела 843 становника у 281 домаћинству, што је за 9,5% више у односу на 770 житеља колико је регистровано
приликом пописа 2006. године.

## Становништво
| 2011. |
| ----- |
| 843   |